# 願暁
願暁（がんぎょう、生年不詳 - 貞観16年3月27日（874年4月21日））は、平安時代前期の学僧。
元興寺の薬宝や大安寺の勤操に師事して三論教学を学び、法相・密教にも通じた。845年（承和12年）維摩会講師となり、翌846年（承和13年）の延暦寺定心院落慶の際には職衆をつとめた。861年（貞観3年）東大寺大仏御頭供養の際に宝樹1本を寄進し、864年（貞観6年）に新設された法橋上人位に任じられた。弟子には聖宝・隆海などがいる。